# Crystal Blue-Haired Persuasion
Crystal Blue-Haired Persuasion, titulado Persuasión cristal cabello azul en Hispanoamérica y Cristalina persuasión de pelo azul en España, es el vigesimotercero y último episodio de la trigésima temporada de la serie animada Los Simpson, y el episodio 662 de la serie en general. Se emitió en Estados Unidos en Fox el 12 de mayo de 2019. Es el episodio menos visto de toda la serie, ya que obtuvo un índice de audiencia de 0.5 con un 3 de share y fue visto por 1.50 millones de espectadores. 
Con este capítulo se cumplen 15 temporadas desde que las voces del segundo elenco del doblaje latino habían trabajado en los Simpson después del conflicto entre la GDI y el elenco principal que llevó al despido del elenco original que anteriormente dobló de la serie por 15 temporadas, y que regresaría parcialmente en la temporada 32.

## Argumento
Debido a una ligera caída en las ganancias de la planta nuclear, el Sr. Burns cancela la atención médica infantil del empleado. Debido a que la aprobación de los recortes de impuestos corporativos de la ciudad que impide que alguno obtenga atención médica del gobierno, Bart se ve obligado a cambiar a un medicamento genérico para su trastorno por déficit de atención con hiperactividad, lo que resulta en efectos secundarios extraños. El Dr. Nick Riviera no ayuda con la situación, pero en una tienda de cristales llamada FAO Quartz, Marge y Bart descubren cristales curativos azules, y ella decide usarlos para complementar su tratamiento. 3 semanas más tarde, Bart se lleva a casa una calificación escolar "A" en un papel, demostrando los poderes de los cristales.
Cuando la noticia del éxito académico de Bart se extiende por todos los padres de la ciudad, que quieren usar los cristales para medios personales, Marge va a comprar más cristales, pero la tienda está cerrando y la propietaria le da a Marge todo el inventario, mientras ella se une a un nuevo culto. Marge abre su propia tienda de cristal, "Ye Olde New Age", fuera del garaje, y comienza un negocio próspero. Cuando los materiales comienzan a agotarse, Lindsey Naegle aparece y ofrece expandir su negocio, renombrándolo a Murmur. Lisa es escéptica sobre los poderes de los cristales, mientras que Piper Paisley, propietaria de un relajante curativo de belleza en Shelbyville, Plop, amenaza a Marge con sacarla del negocio. Marge, ignorando las preocupaciones de Homer, decide abrir un quiosco Murmur en el centro comercial Shelbyville al lado de Plop.
En la escuela, Lisa investiga los documentos recientes de Bart y descubre que él ha escondido notas de cuna en los dibujos alrededor del aula, que solo puede ser revelado por los cristales. Ella convence a Bart de confesarle a Marge, ya que él está traicionando a la única persona que lo ha tratado con amor y afecto. Cuando Bart le confiesa a Marge que hizo trampa, los clientes de Marge se enojan y le dicen que los cristales no funcionaron. Marge se da cuenta de que los cristales solo empeoraron la vida de las personas, por lo que cierra Murmur y cede a Piper, para su alivio. También le dice a Homer, quien renunció a su trabajo debido al éxito de Marge y asumió el papel de un esposo estereotípico que se queda en casa, que vuelva a trabajar en la planta de energía nuclear de Springfield.
En la escena etiqueta, Marge visita a la ex propietaria de FAO Quartz en el culto para ver cómo está. La mujer aprovecha la oportunidad para escapar del culto con Marge. Mientras conducen en el auto de Marge, la dueña del culto explota el puente en un intento de evitar que se escapen.

## Recepción
Dennis Perkins de The A.V. Club le dio al episodio una clasificación B-, indicando que "'Crystal Blue-Haired Persuasion' me dejó cansado. No porque sea un mal episodio, necesariamente, está por encima del promedio, en lo que respecta a un episodio de la temporada 30 de Los Simpson. El sentimiento general que queda después de este final de la temporada número 30 de Los Simpson es más una triste resignación que, a pesar de todo el pedigrí del espectáculo, sus destellos ocasionales de gloria anterior y el optimismo siempre esperanzado del fanático de toda la vida, el tan esperado renacimiento de Los Simpson, es solo que nunca va a venir".
"Crystal Blue-Haired Persuasion" obtuvo un índice de audiencia de 0.5 con un 3 de share y fue visto por 1.50 millones de espectadores, lo que convierte a este episodio en el menos visto de toda la serie.